# 2019冠狀病毒病疫情全球撤僑行動
2019冠狀病毒病疫情撤僑行動是指因2019冠狀病毒病疫情而产生的全球撤僑行動。2020年1月23日中國武漢封城後，各國為了接本國公民與中国籍配偶子女離開疫區的撤僑行動。撤僑行動最初發生在中華人民共和國湖北省武漢市；2月中疫情擴散之後，在日本水域的鑽石公主號郵輪與伊朗陸續有各國的撤僑行動；3月疫情全球大流行後，各國陸續實施鎖國或執行嚴格入境管制措施，德國政府宣佈將進行全球大撤僑。
因1月底各國陸續暫停往來中國的航班，所以中華人民共和國政府也以專機載回滯留海外且想回國的公民。

## 時間表
因中國城市陸續實施不同形式的封鎖措施，以及出入境中國的航班航點也中斷，導致各國都只能以專機將僑民撤離或撤回各國，如下所示：
| 起飛日期   | 國家或地區     | 人數                    | 起飛機場                                                   | 抵達機場                                                          | 備注 |
| ---------- | -------------- | ----------------------- | ---------------------------------------------------------- | ----------------------------------------------------------------- | --- |
| 2020-01-29 | 美国           | 201                     | 武漢天河國際機場                                           | 马奇空军预备役基地                                                | 经停安克拉治进行入境健康检查，然后抵达洛杉矶附近的马奇空军预备役基地，樣本送交CDC檢測病毒，隔離至少三日，最長兩周的監控。2月11日結束隔離，無人感染。 |
| 2020-01-29 | 日本           | 206                     | 武漢天河國際機場                                           | 東京國際機場                                                      | 檢驗病毒有5人為陽性反應，其中2人為無症狀患者，2人首次檢測陰性，之後才確診。 |
| 2020-01-30 | 日本           | 210                     | 武漢天河國際機場                                           | 東京國際機場                                                      | 檢驗病毒有5人為陽性反應，其中2人為無症狀患者，2人首次檢測陰性，之後才確診。 一名男童至2月22日才確診。 |
| 2020-01-30 | 新加坡         | 92                      | 武漢天河國際機場                                           | 新加坡樟宜机场                                                    | 檢驗病毒有5人為陽性反應，其中2人無症狀, 为新加坡的第15，17， 22， 23 和 45名病例。 |
| 2020-01-31 | 日本           | 149                     | 武漢天河國際機場                                           | 東京國際機場                                                      | 檢驗病毒有3人為陽性反應，其中2人為無症狀患者，1人首次檢測陰性，之後才確診。 |
| 2020-01-31 | 大韓民國       | 368                     | 武漢天河國際機場                                           | 首爾金浦機場                                                      | 2月2日第一例確診 ，第二例於2月7日確診，最初檢測呈陰性，但之後出現感染症狀，再次檢測呈陽性。 其他366人於2月15日解除隔離。 |
| 2020-01-31 | 英国           | 83                      | 武漢天河國際機場                                           | 布萊茲諾頓皇家空軍基地                                            | 另外包括27位歐盟公民，共計110人。 |
| 2020-01-31 | 法國           | 180                     | 武漢天河國際機場                                           | 伊斯特爾勒圖貝空軍基地                                            | |
| 2020-01-31 | 中华人民共和国 | 76                      | 素万那普国际机场                                           | 武漢天河國際機場                                                  | |
| 2020-01-31 | 中华人民共和国 | 124                     | 亚庇国际机场                                               | 武漢天河國際機場                                                  | |
| 2020-01-31 | 中华人民共和国 | 111                     | 東京國際機場（羽田机场）                                   | 武漢天河國際機場                                                  | |
| 2020-01-31 | 德国           | 124                     | 武漢天河國際機場                                           | 法兰克福机场                                                      | 接回的公民在德國联邦国防军某基地隔離14日，目前2人確診。 2月16日已解除隔離。 |
| 2020-02-01 | 大韓民國       | 333                     | 武漢天河國際機場                                           | 首爾金浦機場                                                      | 2月3日發布，初次採檢，全部陰性。 |
| 2020-02-01 | 印度           | 324                     | 武漢天河國際機場                                           | 德里英迪拉·甘地機場                                               | 2月10日宣布，0人確診。 |
| 2020-02-01 | 土耳其         | 32                      | 武漢天河國際機場                                           | 安卡拉埃森博阿机场                                                | 另搭載10名亞塞拜然、阿爾巴尼亞、喬治亞等國公民，共計42人。2月9日發布滿一週時無人確診。 |
| 2020-02-01 | 约旦           | 55                      | 武漢天河國際機場                                           | 安曼阿勒娅王后机场                                                | 另外包括7名巴勒斯坦人、3名阿曼人、1名黎巴嫩人、3名突尼西亞人、2名巴林人，共計71人。 |
| 2020-02-01 | 斯里蘭卡       | 33                      | 武漢天河國際機場                                           | 馬特拉·拉賈帕克薩機場                                             | |
| 2020-02-01 | 蒙古国         | 31                      | 武漢天河國際機場                                           | 成吉思汗國際機場                                                  | |
| 2020-02-01 |                | 312                     | 武漢天河國際機場                                           | 达卡沙阿贾拉勒机场                                                | |
| 2020-02-01 | 中华人民共和国 | 89                      | 布吉國際機場                                               | 武漢天河國際機場                                                  | |
| 2020-02-01 | 摩洛哥         | 約100                   | 武漢天河國際機場                                           |                                                                   | 摩洛哥皇家航空執飛。 |
| 2020-02-02 | 印度尼西亞     | 238                     | 武漢天河國際機場                                           | 巴淡岛韩那丁国际机场                                              | 纳土纳群岛军事基地隔离14天。 |
| 2020-02-02 | 印度           | 323                     | 武漢天河國際機場                                           | 德里英迪拉·甘地機場                                               | 另外包含7位馬爾地夫人，共計330人。2月10日宣布，0人確診。 |
| 2020-02-02 | 阿尔及利亚     | 36                      | 武漢天河國際機場                                           |                                                                   | 阿爾及利亞航空執飛。 |
| 2020-02-03 | 義大利         | 55                      | 武漢天河國際機場                                           | 普拉蒂卡迪馬雷空軍基地                                            | 由軍用KC-767撤僑。目前一人確診。 |
| 2020-02-03 | 法國           | 65                      | 武漢天河國際機場                                           | 伊斯特爾勒圖貝空軍基地                                            | 另包含29國189名，共計254人；目前比利時1人確診。 |
| 2020-02-03 |                | 243                     | 武漢天河國際機場                                           | 聖誕島機場                                                        | 由于圣诞岛机场无法降落波音747，航班经停澳大利亚本土的利尔蒙斯空军基地后，乘客又换乘小型飞机飞往圣诞岛。所有撤離人員在聖誕島隔離14日。 |
| 2020-02-03 | 臺灣           | 247                     | 武漢天河國際機場                                           | 臺灣桃園國際機場                                                  | 由東方航空MU9004執飛，撤離人員除其中1人發燒、2人呼吸道不適送醫救治之外，均送往台中、烏來與林口隔離所觀察14天，目前1人確診。而因中華民國籍公民涉及政治議題，中華人民共和國方面拒絕配合中華民國政府，中國陷在政治问题。臺灣則因擔心檢疫無法落實會引發國人防疫問題。 |
| 2020-02-04 | 俄羅斯         | 78                      | 武漢天河國際機場                                           |                                                                   | 西伯利亞的營區接受檢測及隔離14天。 |
| 2020-02-04 | 马来西亚       | 107                     | 武漢天河國際機場                                           | 吉隆坡国际机场                                                    | 第一次撤侨，包括88马来西亚公民和19非马来西亚公民，由亚洲航空执飞。抵达后送往森美兰州芙蓉市汝来镇的高等教育领导学院（AKEPT）的观察中心接受14天隔离，其中两人确诊新型冠状病毒而送往芙蓉端姑嘉法医院进行治疗。。 |
| 2020-02-04 | 新西兰         | 190                     | 武漢天河國際機場                                           | 奧克蘭機場                                                        | 由新西兰航空NZ1942执飞，撤离人员包括54名新西兰公民，44名中国国籍新西兰永久居民，23名澳大利亚公民，12名中国国籍澳大利亚永久居民，17名东帝汶公民，17名巴布新几内亚公民，8名英国公民，5名萨摩亚公民，4名汤加公民，2名斐济公民，1名基里巴斯公民，1名密克罗尼西亚联邦公民，1名乌兹别克斯坦公民和1名荷兰公民。除35名澳大利亚相關人公民隨後送去澳大利亚外，其他人员被送往距离奥克兰25公里外的旺阿帕勞阿军事基地进行两周的隔离。 |
| 2020-02-04 | 泰國           | 144                     | 武漢天河國際機場                                           | 廊曼国际机场                                                      | 泰國派出泰亞航FD570撤僑。2月8日一例確診。 |
| 2020-02-04 | 伊朗           | 56                      | 武漢天河國際機場                                           | 伊玛目霍梅尼国际机场                                              | 伊朗派出馬漢航空W51197撤僑，撤離人員另包括59名伊拉克人、24名敘利亞人、1名黎巴嫩人，共計140人。 |
| 2020-02-04 | 美国           | 約350名                 | 武漢天河國際機場                                           | 特拉维斯空军基地 米拉马海军陆战队航空站                           | 共两架次航班，其中一架以旧金山附近的特拉维斯空军基地，另一架在该机场补充燃油后继续前往聖地牙哥附近的米拉马海军陆战队航空站。均进行为期14天的隔离。2月10日，有1名被确诊，成为美国第13例病例。 2月12日，再一名確診，成為美國第14例。 |
| 2020-02-05 | 俄羅斯         | 144                     | 武漢天河國際機場                                           | 秋明机场                                                          | |
| 2020-02-06 | 加拿大         | 176                     | 武漢天河國際機場                                           | 特倫頓空軍基地                                                    | 航班由空中客车A330（註冊號為9H-STY）执飞，经停温哥华国际机场补充燃油，然后飞往多伦多附近的特伦顿空军基地。 2月21日解除隔離，無人感染。 |
| 2020-02-06 | 美国           | 240                     | 武漢天河國際機場                                           | 温哥华国际机场 米拉马海军陆战队航空站 拉克兰空军基地 艾普雷飞行场 | 兩架次，其中一架经停温哥华国际机场供60名加拿大公民下機，另一架经停得克萨斯州圣安东尼奥的拉克兰空军基地，前往内布拉斯加州奥马哈的艾普雷飞行场。於2月13日確診一例，成為美國第15例COVID-19確診案例。 |
| 2020-02-07 | 日本           | 198                     | 武漢天河國際機場                                           | 東京國際機場                                                      | 檢驗病毒有1人為陽性反應。 |
| 2020-02-08 | 巴西           | 40                      | 武漢天河國際機場                                           | 波蘭華沙 巴西東北部佛塔雷沙                                       | 2 架 Embraer- 190 改裝的空軍VC- 2 巴西總統備用專機 5 日飛往中國湖北省武漢市，將住在當地的 34 名巴西僑民撤回。巴西政府亦同時受理住在武漢市的 4 名波蘭人、 1 名中國人和 1 名印度人搭便機的要求，這 6 人將在波蘭下機。2月20日公告全數檢查陰性，將於2月22日進行第三次採檢。 |
| 2020-02-08 | 中华人民共和国 | 61                      | 巴厘島國際機場                                             | 武漢天河國際機場                                                  | |
| 2020-02-09 | 菲律賓         | 30                      | 武漢天河國際機場                                           | 菲律賓空軍位於克拉克自由港區的哈里龐（Haribon）機庫。             | |
| 2020-02-09 |                | 258                     | 武漢天河國際機場                                           | 達爾文國際機場                                                    | 由澳洲航空QF6032执飞，包含8名太平洋島國公民，共計266人，所有人员至达尔文附近的一个不再使用的采矿营地隔离。 |
| 2020-02-09 | 新加坡         | 174                     | 武漢天河國際機場                                           | 樟宜国际机场                                                      | 由酷航TR5121执飞。2月16日，1名确诊。2月21日，又有1名确诊。 |
| 2020-02-09 | 英国           | 105                     | 武漢天河國際機場                                           | 布萊茲諾頓皇家空軍基地                                            | 95名歐盟公民與配偶子女（含20位德國公民），共200名。 |
| 2020-02-10 | 法國           | 35                      | 武漢天河國際機場                                           | 伊斯特爾勒圖貝空軍基地                                            | |
| 2020-02-10 | 加拿大         | 185                     | 武漢天河國際機場                                           | 特倫頓空軍基地                                                    | |
| 2020-02-11 |                | 140                     | 武漢天河國際機場                                           | 首爾金浦機場                                                      | |
| 2020-02-17 | 日本           | 65                      | 武漢天河國際機場                                           | 東京國際機場                                                      | 日本最後一班撤僑航班。檢驗病毒有1人為陽性反應。 |
| 2020-02-17 | 美国           | 380多人                 | 東京國際機場                                               | 特拉維斯空軍基地 拉克兰空军基地 艾普雷飞行场                      | 鑽石公主號撤僑專機 |
| 2020-02-19 |                | 7人                     | 東京國際機場                                               | 首爾金浦機場                                                      | 鑽石公主號撤僑專機，包括6名韓國公民與1名日本籍配偶。 |
| 2020-02-20 | 香港           | 106人                   | 東京國際機場                                               | 香港國際機場                                                      | 鑽石公主號撤僑專機，共有106名香港居民，其中88人持香港特區護照，18人為其他國籍之香港居民。所有居民抵港後前往火炭駿洋邨隔離檢疫14日。 |
| 2020-02-20 |                | 164                     | 東京國際機場                                               | 達爾文國際機場                                                    | 鑽石公主號撤僑專機 |
| 2020-02-20 | 乌克兰         | 45                      | 武漢天河國際機場                                           | 哈尔科夫国际机场                                                  | 另外包括其他国家公民27人，共72人。撤离人员在波尔塔瓦州新桑扎雷接受14天的隔离，车队在新桑扎雷遭到当地抗议者的袭击。 |
| 2020-02-21 | 法國           | 28                      | 武漢天河國際機場                                           | 諾曼底（機場待查）                                                | 另外有其他歐盟公民36人，共64人 |
| 2020-02-21 | 加拿大         | 200多人                 | 東京國際機場                                               | 特倫頓空軍基地                                                    | 鑽石公主號撤僑專機，共200多名加拿大公民。 |
| 2020-02-21 | 臺灣           | 19人                    | 東京國際機場                                               | 臺灣桃園國際機場                                                  | 鑽石公主號撤僑專機 |
| 2020-02-21 | 香港           | 82人                    | 東京國際機場                                               | 香港國際機場                                                      | 鑽石公主號撤僑專機，共有82名香港居民和2名澳門居民。香港居民抵港後前往火炭駿洋邨隔離檢疫14日，澳門居民則由澳門政府安排專車經港珠澳大橋返回澳門。 |
| 2020-02-22 | 英国           | 30人                    | 東京國際機場                                               |                                                                   | 鑽石公主號撤僑專機，共有30名英国人，另有2名爱尔兰人。 |
| 2020-02-22 | 欧盟 · 義大利  | 19人                    | 東京國際機場                                               | 柏林國際機場 羅馬軍事基地                                         | 鑽石公主號撤僑專機，共有19名，中途停留柏林。 |
| 2020-02-23 | 香港           | 5人（不計政府工作人員） | 東京國際機場                                               | 香港國際機場                                                      | 鑽石公主號撤僑專機，共有5名從船上回港的香港居民，另外30人為負責撤僑任務的香港政府人員（包括入境事務處處長曾國衛）。除政府工作人員外，香港居民抵港後前往火炭駿洋邨隔離檢疫14日。 |
| 2020-02-24 | 臺灣           | 2                       | 成都雙流國際機場                                           | 臺灣桃園國際機場                                                  | 台灣中央流行疫情指揮中心指出，這次協助滯留在湖北省荊門市患有血友病少年及其母親之返台事項屬特殊個案需求，是基於醫療需求所做的安排。此次協助返台非屬「純然包機」，機上40幾位旅客，已做出相當區隔。 |
| 2020-02-26 | 马来西亚       | 66                      | 武汉天河国际机场                                           | 吉隆坡国际机场                                                    | 第二次撤侨，由亚洲航空AK8265执飞。撤侨人民被送往森美兰州芙蓉市汝来镇高教部领袖培训中心（AKEPT）的观察中心接受14天隔离。 |
| 2020-03-02 | 臺灣           | 11                      | 伊斯坦堡機場                                               | 臺灣桃園國際機場                                                  | 以色列當局指出，同班機有一名鑽石公主號確診患者，要求結束行程，限期返台，土耳其航空表示協助11名台灣旅客包機返台。航空公司決議表示，機上全數乘客都遣返，並非只有台灣團遭遣返，台灣中央流行疫情指揮中心則表示，抵台後，檢疫人員會在機場進行發燒、呼吸道等初步篩檢，若有疑似症狀者，將進一步送醫採檢，無症狀者則返家，進行居家隔離14天。                                                                                     |
| 2020-03-04 | 中华人民共和国 |                         | 伊玛目霍梅尼国际机场                                       | 蘭州中川國際機場                                                  | 由南方航空 B787-9客機执飛的CZ3002。 |
| 2020-03-04 | 阿联酋         |                         | 武汉天河国际机场                                           | 迪拜国际机场                                                      | 阿聯酋政府委託阿聯酋國家航空公司阿提哈德航空執行的武漢撤僑包機，派出A380包機。在3月3日晚上11:16分由香港機場飛往武漢進行撤僑任務。 |
| 2020-03-04 | 香港           | 106                     | 武汉天河国际机场                                           | 香港國際機場                                                      | 香港委託國泰港龍航空執行的首班武漢到港包機，優先接載孕婦、急需求醫的長期病患者及應屆香港中學文憑考試考生。包機在3月4日上午飛抵武漢，即日下午回程。除隨機政府人員外，機上全部香港居民送往駿洋邨隔離14日。 |
| 2020-03-04 | 香港           | 138                     | 武汉天河国际机场                                           | 香港國際機場                                                      | 香港委託國泰航空執行的第二班武漢到港包機，在3月4日下午飛抵武漢，即日晚上回程，檢疫安排同上。 |
| 2020-03-05 | 香港           | 97                      | 武汉天河国际机场                                           | 香港國際機場                                                      | 香港委託國泰港龍航空執行的第三班武漢到港包機，在3月5日上午飛抵武漢，即日下午回程，檢疫安排同上。 |
| 2020-03-05 | 香港           | 128                     | 武汉天河国际机场                                           | 香港國際機場                                                      | 香港委託國泰航空執行的第四班武漢到港包機（由「香港精神號」執飛），在3月5日下午飛抵武漢，即日晚上回程，檢疫安排同上。 |
| 2020-03-07 | 澳門           | 57                      | 武汉天河国际机场                                           | 澳門國際機場                                                      | 澳門航空执飞，在3月7日上午飛抵武漢，即日下午回程。在湖北省的澳門居民送往高頂公共衛生臨床中心接受隔離14日，機組人員和旅遊局人員送往皇庭海景酒店隔離14日，隨隊醫護人員自行健康監察14日 |
| 2020-03-07 | 菲律賓         | 167                     | 澳門國際機場                                               | 馬尼拉國際機場                                                    | 菲律賓政府委託澳門航空執行的澳門撤僑包機，在3月7日下午抵達馬尼拉，即日下午回程。 |
| 2020-03-10 | 臺灣           | 361                     | 武漢天河國際機場                                           | 臺灣桃園國際機場                                                  | 由中華航空與東方航空以專機名義執行撤僑包機，分別在3月10日晚上11時與11日清晨2時抵達，原預定搭載470人。 |
| 2020-03-11 | 臺灣           | 361                     | 武漢天河國際機場                                           | 臺灣桃園國際機場                                                  | 由中華航空與東方航空以專機名義執行撤僑包機，分別在3月10日晚上11時與11日清晨2時抵達，原預定搭載470人。 |
| 2020-03-13 | 南非           | 122人                   | 武漢天河國際機場                                           | 波羅克瓦尼國際機場                                                | 包括飛機機組人員以及政府官員在內的所有撤離人員，將會送往位於波羅克瓦尼的普羅蒂亞酒店牧場度假村，接受為期至少14日、最長21日的隔離。 |
| 2020-03-15 | 中华人民共和国 | ?                       | 米蘭                                                       | 溫州                                                              | 中國國際航空B747-400 執飛的北京-米蘭-溫州CA81/2商業包機已於當地時間16:38分抵達米蘭，接上溫州人後，預計於當地時間3月15日18:50分自米蘭啟程，並預計於3月16日14:20分抵達溫州。 |
| 2020-03-19 | 臺灣           | 72人                    | 豪尔赫·查韦斯国际机场                                      | 邁阿密國際機場                                                    | 因秘魯於3月15日宣佈全國進入緊急狀態，實施宵禁、關閉對外交通，導致台灣3個旅行團共59人受困，雄獅旅行社與巨大旅行社共同租用一架南美航空的商業包機，取得秘魯政府的許可後，在秘魯當地3月19日10時從利馬起飛，飛到美國邁阿密後再轉機返回台灣。這架包機同時也開放給需返台的自由行旅客及經商者。 |
| 2020-03-25 | 香港           | 共281                   | 武漢天河國際機場                                           | 香港國際機場                                                      | 香港委託國泰港龍航空執行的第五班武漢到港包機，主要接載身處武漢附近三個城市的香港居民。包機在3月25日上午飛抵武漢，即日下午回程。機上全部香港居民全部返回居所隔離14日，無需前往駿洋邨隔離中心。 |
| 2020-03-25 | 香港           | 共281                   | 武漢天河國際機場                                           | 香港國際機場                                                      | 香港委託國泰航空執行的第六班武漢到港包機，接載對象同上，在3月25日下午飛抵武漢，即日晚上回程，檢疫安排同上。 |
| 2020-03-26 | 香港           | 共277                   | 武漢天河國際機場                                           | 香港國際機場                                                      | 香港委託國泰港龍航空執行的第七班武漢到港包機，接載對象同上，在3月26日上午飛抵武漢，即日下午回程，檢疫安排同上。 |
| 2020-03-26 | 香港           | 共277                   | 武漢天河國際機場                                           | 香港國際機場                                                      | 香港委託國泰航空執行的第八班武漢到港包機，接載對象同上（但以兒童居多），在3月26日下午飛抵武漢，即日晚上回程，檢疫安排同上。 |
| 2020-03-28 | 德国           |                         | 貝加莫                                                     | 科隆                                                              | 德國軍方派飛機前往意大利，接載病人到科隆醫院治療。 |
| 2020-03-28 | 臺灣           | 139人                   | 亞歷杭德羅·韋拉斯科·阿斯特特國際機場 豪尔赫·查韦斯国际机场 | 邁阿密國際機場                                                    | 臺北駐秘魯代表處與旅行社租用一架南美航空的商業包機，取得秘魯政府的許可後，從庫斯科和利馬接載38及17名台灣乘客，並搭載日本、馬來西亞、新加坡及美國等國的84名旅客，飛往美國邁阿密。 |
| 2020-03-29 | 臺灣           | 153人                   | 上海浦東國際机场                                           | 臺灣桃園國際機場                                                  | 以定期航班CI-503班機做為「類包機」，搭載153名滯留湖北省的台灣乘客返回台灣，並送往隔離地點進行14天隔離。 |
| 2020-03-30 | 臺灣           | 214人                   | 上海浦東國際机场                                           | 臺灣桃園國際機場                                                  | 第二班「類包機」，搭載214名滯留湖北省的台灣乘客返回台灣，並送往隔離地點進行14天隔離。 |
| 2020-04-02 | 中华人民共和国 |                         | 倫敦希思羅機場                                             | 濟南遙牆國際機場                                                  | 東方航空執飛MU7072航班，從英國倫敦接回中國公民。在當地時間16:50分從倫敦希思羅機場起飛，並計劃北京時間10:06抵達濟南遙牆國際機場。 MU7072航班由波音777-300ER（註冊號：B-7367)執飛。 |
| 2020-04-03 | 香港           | 33人                    | 庫斯科                                                     | 利馬                                                              | 乘客包括29名香港居民、4名馬來西亞居民。 |
| 2020-04-03 | 香港           | 76人                    | 利馬                                                       | 倫敦希思羅機場                                                    | 乘客包括65名香港居民、6名馬來西亞居民和5名英國居民。 |
| 2020-04-09 | 中华人民共和国 |                         | 卡薩布蘭卡                                                 | 廣州白雲國際機場                                                  | 由摩洛哥皇家航空接載滯留摩洛哥的中國公民，包括27名香港居民。 原來的安排是該班航班所有乘客在廣州指定地點隔離14日。後來香港政府與廣東省政府商討後，機上香港居民抵達廣州後會乘搭香港安排的專車，經深圳灣口岸到達亞洲國際博覽館的臨時樣本採集中心接受病毒檢測。之後會再送到駿洋邨隔離檢疫14日。 |
| 2020-04-18 | 臺灣           | 60人                    | 杜拜國際機場                                               | 臺灣桃園國際機場                                                  | 由台北駐杜拜辦事處協調阿聯酋航空，將原本做為貨機執飛的EK366航班改為客機，並派遣5名台灣的空服員，從阿拉伯聯合大公國的杜拜接回60名中華民國公民，抵達桃園後入住防疫旅館進行14日隔離檢疫。EK366航班由波音777-300ER（註冊號：A6-EPD）執飛。 |
| 2020-04-20 | 臺灣           | 231人                   | 上海浦東國際机场                                           | 臺灣桃園國際機場                                                  | 以定期航班做為「類包機」，第2波第1架次搭載231名滯留湖北省的台灣乘客返回台灣，並送往隔離地點進行14天隔離。 |
| 2020-04-21 | 臺灣           | 229人                   | 上海浦東國際机场                                           | 臺灣桃園國際機場                                                  | 第2波第2架次「類包機」，搭載229名滯留湖北省的台灣乘客返回台灣，並送往隔離地點進行14天隔離。 |
| 2020-04-30 | 香港           |                         | 伊斯蘭堡國際機場                                           | 香港國際機場                                                      | 由巴基斯坦國際航空之波音777（PK8871航班）接載滯留巴基斯坦的香港居民回港。機上所有居民將於亞洲國際博覽館進行分流，當中檢測結果為初步陰性人士將前往駿洋邨隔離檢疫14日。 |

## 總計人數與病例

### 執行兩次以上

#### 美國
美國國務院租用卡利塔航空波音747-400F型貨機臨時加裝座椅及移動式負壓隔離艙，官方未說明以貨機撤僑的原因，但貨機機內沒有像客機一樣裝有複雜的客艙服務設施，結束撤僑任務後較便於消毒。首先分別於1月28日、2月4日（兩班次）、2月6日（兩班次）撤離中國武漢僑民至加州三處軍事基地，第三次撤僑未說明撤至何處，共載回752位公民，以及99位加拿大公民，後來被確診的人員有1名。後來於2月17日（兩架次）再從日本東京撤離鑽石公主號上願回國的美國公民至德州與加州軍事基地，共載回380位公民，其中14名在登機前被確診。

#### 日本
由全日空分別於1月29日、1月30日、1月31日、2月7日與2月17日撤僑至東京都東京國際機場（NH1952），共載回828位日本公民與配偶子女（包括106位中國籍、2位台灣籍配偶）。後來被確診的人員有第一批5名、第二批4名、第三批3名、第四批1名、第五批1名，共14名病例。日本政府租用全日空包機撤僑是因為該航空公司原本就有經營武漢航線。

#### 新加坡
由酷航分別於1月30日、2月9日撤僑至新加坡，共載回266位公民，後來被確診的人員有第一批4名。至2月22日，第二批2名確診。

#### 韓國
由大韓航空分別於1月31日、2月1日、2月11撤僑至首爾，共載回841位公民與配偶子女。另外在2月19日以一架韓國空軍的CASA CN-235行政專機載回鑽石公主號上的6名韓國公民及1名日本籍配偶。

#### 法國
由空中巴士分別於1月31日、2月2日、2月10日撤僑至法國伊斯特爾軍事基地，共載回280位公民與189名歐洲人。後來被確診的人員有1名比利時公民。

#### 英國
由西班牙Wamos Air航空於1月31日、2月9日撤僑至英格蘭牛津郡軍事基地，共載回188位公民與122位歐盟各國公民與配偶子女。

#### 中國
1月31日，廈門航空於從曼谷與亞庇、春秋航空從東京接310位武漢居民回武漢。
中國南方航空於2月1日、2月4日從普吉島接89位湖北居民回武漢。於2月8日從巴厘島接61位國民回中國。
2020年3月15日，为接载浙江省在意大利侨胞回国，中国国际航空将一架波音747-400派往米兰，执飞CA82次临时包机前往温州，该班包机的125名旅客中大多是温州、丽水等地的侨胞和留学生。此后，中国东方航空也开始执飞米兰至温州的临时包机。3月26日，中国民用航空局运输司相关负责人在接受记者采访时表示，民航局将“根据实际需求，对一些需求集中、飞行目的地有接收能力的城市，视情启动针对海外华人的重大航空运输保障机制，开行临时班机或包机”。
4月2日，181名在英中国公民乘坐东航MU7072次包机由伦敦前往济南，其中一名乘客4月4日在济南被确诊。4月6日，中国驻美大使馆发布《关于就搭乘临时包机意愿进行摸底调查的通知》，开始安排在美未成年中国留学生回国。4月11日，东航调派一架波音777-300ER客机执行MU590次包机，从美国旧金山接运180名中国在美未成年留学生回国。国航于4月13日执飞CA046次临时航班从西班牙马德里将177名留学生接回杭州。4月11日至5月2日，中国通过分4批次、共8架次的第一轮临时航班总计接回在美中小学留学生逾1500人。
5月9日至5月11日，中国驻美大使馆对I-20表或DS-2019表已到期或即将到期、且在美完成学业的中国籍留学人员本人（持F-1、J-1、M签证）及结束任期的孔子学院教师和志愿者本人展开第二轮在线登记。首班在美成年留学生包机为美国东部时间5月13日从纽约起飞的东航MU7058次包机，该包机于北京时间5月14日下午抵达上海浦东国际机场。5月14日，国航执飞纽约至西安CA041、华盛顿至南京CA045两班临时航班接留学生回国。截至5月21日，已有10班成年留学生包机从美国返抵中国。
然而自5月17日起，部分由美国起飞的临时航班因美國運輸部暂未批准而延期执行，其中原定于美中时间5月19日13:10自休斯敦起飞赴天津的CA996次航班延期，改为美中时间5月31日13:10从休斯敦起飞的CA564次航班。
7月21日，中国驻美大使馆就在美处境困难留学人员搭乘新一轮临时航班意愿再次进行摸底调查，前两轮已登记至今未成行人员需要重新登记，登记截止时间为美东时间2020年7月23日晚6点（北京时间7月24日早6点）。

#### 印度
由印度航空分別於2月1日、2月2日撤僑至德里，共載回647位公民與7名馬爾地夫人。

#### 俄羅斯
俄羅斯陸運撤僑於2月1日開放三處中俄邊境口岸（濱海邊疆區波格拉尼奇內、克拉斯基諾與Poltavka）。空運由俄羅斯空軍伊爾-76分別於2月4日、2月5日撤僑至秋明，共載回222位公民。

#### 澳大利亞
由澳洲航空分別於2月3日、2月4日撤僑至西澳大利亞空軍基地與達爾文，共載回501位公民與8名太平洋島國學生。2月20日以包機從日本東京載回鑽石公主號上的164名澳洲旅客，降落於達爾文，其中2人被檢驗出陽性反應。

#### 臺灣
2月3日由東方航空包機撤離247位公民與配偶子女到桃園市，後來有1名被確診，後續引發武汉返台包机风波。
2月21日由中華航空波音737-800型客機從日本東京撤離鑽石公主號上願回國且無確診的中華民國公民至桃園市，共載回19位公民。
3月10日由東方航空、中華航空包機撤離361位公民。
3月19日，由旅行社自行租用南美航空包機，從秘魯撤離72名公民至美國邁阿密。
3月29日，由臺北駐秘魯代表處接洽航空公司及當地旅行社，租用南美航空包機，從秘魯撤離55名中華民國公民及日本29名、馬來西亞7名、新加坡14名和美國34名公民到美國邁阿密
3月29日、30日，以中華航空的定期航班充當「類包機」，從上海浦東各搭載153名、214名滯留湖北省之公民到桃園市。
4月18日，以阿聯酋航空班機從杜拜搭載60名公民到桃園市。
4月20、21日，再以中華航空的定期航班做為「類包機」，從上海浦東各搭載231名、229名滯留湖北省之公民到桃園市。

#### 馬來西亞
由亞洲航空分别于2月4日及2月26日撤離107位公民與配偶子女至吉隆坡。第一次撤侨中有2名被確診，第二次撤侨中無人被確診。

#### 加拿大
馬耳他Hi Fly航空與另架待查航空分別約2月6日、2月10日撤僑至多倫多軍事基地，共載回361位公民。另外於2月21日以包機從羽田機場載回鑽石公主號上200多名尚未確診的加拿大公民，在安大略省的特倫頓空軍基地地降落，進行14天隔離。

#### 香港
由國泰航空以三架波音777-300分別於2月20日（CX8543）、2月21日（CX8541）及2月23日（CX8547）從日本東京撤離鑽石公主號上願回國且無確診的港澳特區公民與居民至香港，共載回188位香港居民與公民，以及2位澳門居民。
另外，國泰港龍航空及國泰航空亦分別以各兩架空中巴士A330-300及波音777-300分別於3月4日及3月5日，分四次（KA8851及CX8855，兩日的航班編號相同）從湖北省撤離滯留武漢市內的香港公民回港，共載回469位香港居民，另有14人因發燒、個人因素等未能登機。
及後，上述航空公司再以同款飛機從湖北省撤離滯留於武漢附近三個城市的香港公民回港，共載回558位香港居民。

### 執行一次

#### 歐洲
德國（1月31日）
由联邦国防部飞行值勤队空巴A310 MRTT運輸機撤離武漢124位公民至法蘭克福。後來有2名被確診。
義大利（2月3日）
由義大利空軍波音767撤離武漢55位公民至羅馬的軍事基地。
烏克蘭（2月20日）
由外交專機撤離武漢45位公民與其他國籍27位人民至哈爾科夫。

#### 亞洲
土耳其（2月1日）
由土耳其空軍空巴A400M撤離32位公民，以及6位亞塞拜然、3位喬治亞、1位阿爾巴尼亞公民至安卡拉。
約旦（2月1日）
由皇家約旦航空撤離55位公民、7位巴勒斯坦、3位阿曼、3位突尼西亞、2位巴林與1位黎巴嫩公民至安曼。
斯里蘭卡（2月1日）
由斯里蘭卡航空撤離33位公民至漢班托塔。
蒙古國（2月1日）
由蒙古民用航空撤離31位公民至烏蘭巴托。
孟加拉（2月1日）
由孟加拉航空撤離312位公民至達卡。
印尼（2月2日）
由嘉魯達印尼航空撤離237位公民與1名外國人至巴淡島。
哈薩克（2月2日）
共撤離83位公民，以及人數未知的吉爾吉斯、白俄羅斯和亞美尼亞公民。
烏茲別克（2月6日）
由烏茲別克斯坦航空撤離251位公民至到塔什干。
泰國（2月4日）
由亞洲航空撤離138公民至芭達雅海軍基地。後來有1名被確診。
伊朗（2月4日）
由馬漢航空撤離56位公民、59位伊拉克、24位敘利亞與1位黎巴嫩公民至德黑蘭。
菲律賓（2月9日）
由菲律賓皇家航空撤離30位公民至安赫勒斯克拉克自由港區。
澳門（3月7日）
由澳門航空以一架空中巴士A321撤離57名居民返回澳門。

#### 非洲
摩洛哥（2月1日）
由摩洛哥皇家航空執行。
阿爾及利亞（2月2日）
由阿爾及利亞航空執行。
南非（3月13日）
由南非航空執行。

#### 大洋洲
紐西蘭（2月4日）
由紐西蘭航空撤離190人，其中有54位新西兰公民與44位中國籍新西兰永久居民、澳大利亞23位公民與12位中國籍澳大利亚永久居民、17名東帝汶、17位巴布亞紐幾內亞、8位英國、5位薩摩亞、4位東加、2名斐濟、1位吉里巴斯、1位密克羅尼西亞聯邦、1名烏茲別克與1名荷蘭公民至奧克蘭。

#### 美洲
巴西（2月8日）
由兩架巴西空軍VC-2總統備用專機撤離34位公民與配偶子女到阿纳波利斯空軍基地，以及4位波蘭、1位中國公民至波蘭華沙。

## 註解
1. ↑  中国政府一开始不能允许外国公民的中国国籍亲属一同撤离，後其他政府溝通後才開放[1]。日本政府经过多次协商，于2月7日第四次撤侨接中国籍家属一同离开[2]。
2. ↑  撤僑含回家及返鄉，臺灣滯留者之中有86%是回家（旅遊、返鄉探親、出差），5%是返鄉（常住台商）。[6]
3. ↑  原计划帮助新西兰政府撤离新西兰侨民，后因预计澳大利亚的侨民超过预期，从而未包括新西兰侨民，后新西兰政府自行组织撤侨并撤离了未能撤离澳大利亚侨民。[54]